# Kamut (Békés)
Kamut est un village et une commune du comitat de Békés en Hongrie.